# كريستين سومر
كريستين سومر (بالألمانية: Christine Sommer)‏ هي ممثلة نمساوية، ولدت في 1970 في فيينا في النمسا.

## وصلات خارجية
- كريستين سومر على موقع IMDb (الإنجليزية)
- كريستين سومر على موقع ألو سيني (الفرنسية)
- كريستين سومر على موقع قاعدة بيانات الفيلم (الإنجليزية)
- كريستين سومر على موقع كينوبويسك (الروسية)